# 紐豪斯

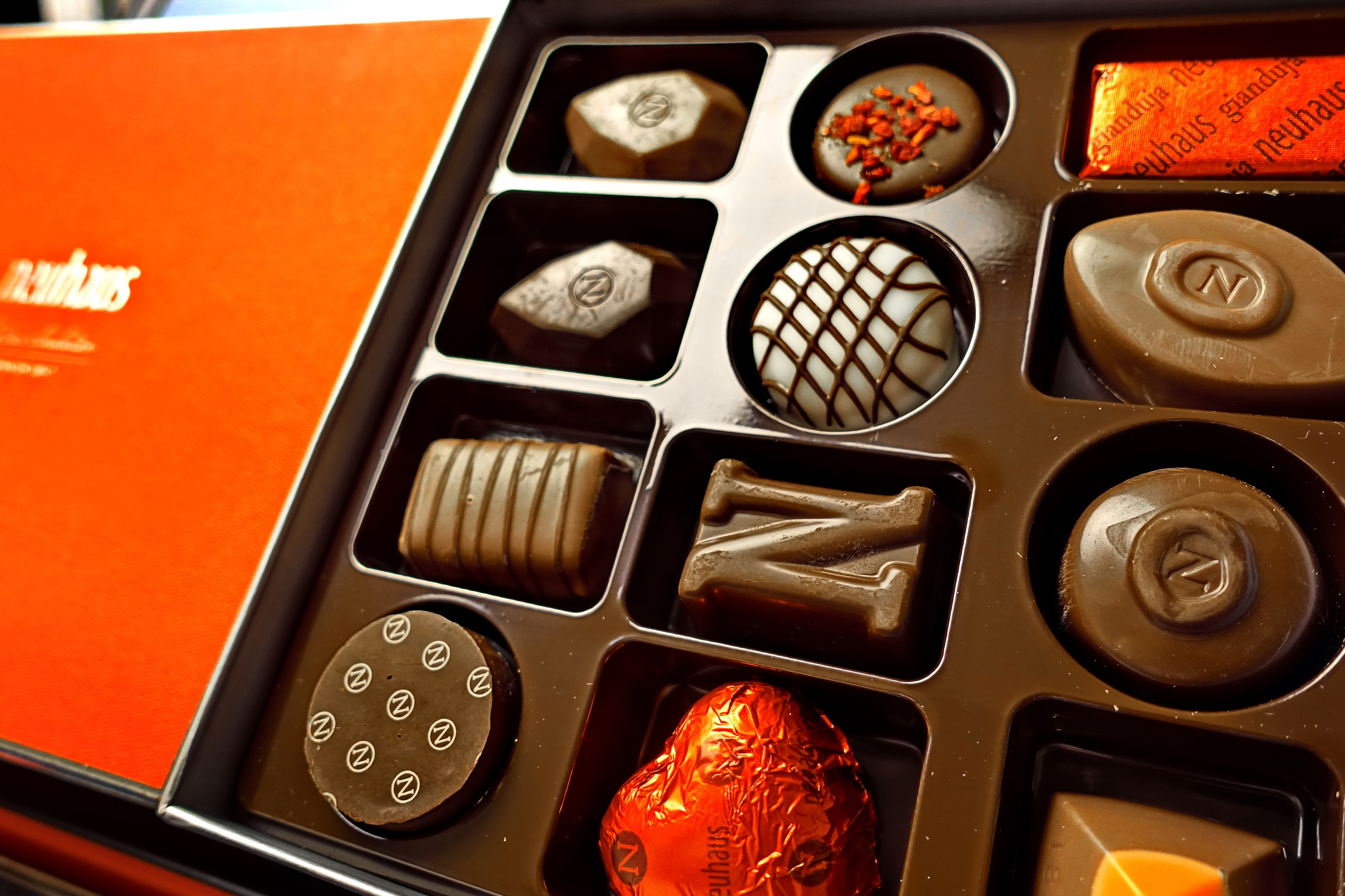
紐豪斯巧克力

紐豪斯（法語：Neuhaus）是一個高級的比利时巧克力品牌，由定居比利時的瑞士人讓·紐豪斯於1857年成立，他在布魯塞爾市中心聖休伯特拱廊街開了第一間店。紐豪斯過去一直都是家族生意，直至1978年被跨國企業收購，現時全球約65個國家超過1500個零售點能買到紐豪斯的朱古力。